# SBB Ae 3/6 II
Die SBB Ae 3/6II, ist eine Normalspur-Einrahmen-Universallokomotive mit Stangenantrieb für Wechselstrom von 15'000 Volt 16 2⁄3 Hertz. Sie wurde in den Jahren 1921 und 1926 für die damals neu im Flachland elektrifizierten Bahnstrecken der Schweizerischen Bundesbahnen (SBB) bestellt und in brauner Farbgebung in Betrieb genommen. Viele der insgesamt 60 abgelieferten Maschinen waren bis in die 1970er Jahre, zuletzt in grüner Farbgebung, im Einsatz.
Die Lokomotiven wurden auf der konstruktiven Basis der SBB Probelokomotiven Be 3/5 in Auftrag gegeben. Die Ae 3/6 II war die letzte in der Schweiz in Serie gebaute Lokomotive mit Stangenantrieb für grössere Geschwindigkeiten. Der Stangenantrieb fand aber dennoch weiterhin Verwendung, dies bei den neu konstruierten und dann gebauten elektrischen Schienentraktoren und Rangierlokomotiven, die jedoch keine allzu hohe Geschwindigkeit erreichten. Dies weil mangels effizienten Schleuderschutzsystemen lange Zeit im Rangierdienst Lokomotiven mit mechanisch gekoppelten Triebrädern Vorteile bezüglich der zum Schleudern neigenden einzeln angetriebenen Triebräder hatten.

## Vorgeschichte
Die ernsthafte Kohlenknappheit gegen Ende des Ersten Weltkrieges führte noch 1918 zu einem Beschluss zur Elektrifizierung der SBB, um von den ausländischen Energielieferungen in Form von Kohle unabhängig zu werden. Gestützt wurde dieser Beschluss, die Schweiz galt als Pionierland der Elektrotechnik, dadurch, dass um diese Zeit bereits auf hunderten von Kilometern, meist meterspurigen Strassen-, Überland-, Gebirgs- und Bergbahnen elektrisch gefahren wurde, dies wohl primär mit Gleichstrom, aber die Grundlage für eine umfassende Bahnstreckenelektrifizierung durch Wechselstrom von 15'000 Volt 16 2⁄3 Hertz war durch die elektrisch betriebene Lötschberg-Bergstrecke gegeben; die Elektrifizierung der Gotthard-Bergstrecke stand vor dem Abschluss.
Zu Beginn der ersten Elektrifizierungsetappe im Jahre 1920 liessen die SBB Entwürfe für eine Flachland-Universallokomotive ausarbeiten. Gefordert wurden nur die Einhaltung einiger weniger Punkte, die da unter anderem waren: drei Triebachsen, eine Leistung von 2000 PS, eine Höchstgeschwindigkeit von 90 km/h sowie eine maximale Achslast von 20 t. Die drei schweizerischen Elektrofirmen Brown, Boveri & Cie (BBC), Maschinenfabrik Oerlikon (MFO) und Société Anonyme des Ateliers de Sécheron (SAAS) hatten ansonsten weitgehend freie Hand. Es wurden folgende Entwürfe eingereicht und dann auch beschafft: BBC: Ae 3/6I, MFO: Ae 3/6II und SAAS: Ae 3/5.

## Pflichtenheft
Die SBB verlangten von der Industrie die Erfüllung des nachfolgenden Pflichtenheftes:
- Höchstgeschwindigkeit 90 km/h
- Beförderung von 480 t Anhängelast auf 2 ‰ Steigung bei 90 km/h
- drei Hin- und Rückfahrten Zürich – St. Gallen (85 km) mit 480 t Anhängelast in 10 Stunden
- drei Hin- und Rückfahrten Villeneuve – Brig (117 km) mit 480 t Anhängelast in 11½ Stunden mit jeweils 15 Minuten Aufenthalt in den Endbahnhöfen
- Anfahren einer Anhängelast von 480 t auf einer Steigung von 10 ‰ und Beschleunigung auf 55 km/h in höchstens vier Minuten

## Inbetriebnahme
Die Ae 3/6II 10401 wurde bereits am 19. Januar 1923 in Betrieb genommen und in der Folge sofort ausgiebig erprobt. Die Inbetriebnahme der restlichen Lokomotiven erfolgte zwischen Frühling 1924 und Sommer 1926.

## Technik

### Der mechanische Teil
Die Ae 3/6II basiert auf der Konstruktion der Probelokomotive Fb 3/5 11201. Da aber anstatt deren zwei nur ein Transformator eingebaut wurde und in der Lokomotivmitte wegen der grossen Triebmotoren kein Platz vorhanden war, musste der Transformator nach aussen versetzt eingebaut werden. Dies führte zur Achsfolge 2’C1’.

#### Fahrwerk
Das Fahrwerk bestand aus drei fest im Lokomotivrahmen gelagerten Triebachsen. Die mittlere Triebachse hatte dabei ein Seitenspiel von 2 × 15 mm. Am einen Ende der Lokomotive war eine Laufachse angeordnet. Diese war als Bisselachse ausgebildet und hatte ein Seitenspiel von 2 × 83 mm (10401–10420) bzw. 2 × 70 mm (10421–10460). Auf der anderen Seite befand sich das zweiachsige Laufachsdrehgestell. Diese hatte als ganzes ein Seitenspiel von 2 × 80 mm.

#### Zugkraftübertragung
Die Übertragung der Zug- und Stosskräfte erfolgte von den Triebachsen auf den Lokomotivrahmen. Von dort wurden die Kräfte aussen auf die Zughaken und Puffer weitergeleitet.

#### Antrieb
Die zwei hochliegenden Fahrmotoren waren im Lokomotivrahmen fest verschraubt. Von den gefederten Fahrmotorritzeln wurde das Drehmoment auf zwei Vorgelegewellen übertragen, die auch fest im Lokomotivrahmen gelagert waren. Die beiden Vorgelegewellen trugen gemeinsam eine Schlitztreibstange. Diese trieb über ein vertikal verschiebbares Lager direkt die mittlere Triebachse an. An der dreiecksförmigen Schlitztreibstange (Dreieckstange) waren kurze Kuppelstangen gelagert, welche die äusseren Triebachsen antrieben.

#### Lokomotivkasten
Der Lokomotivkasten der Fahrzeuge war auf dem Rahmen aufgeschraubt. An den Seitenwänden befanden sich zwei Jalousien, ab Nummer 10421 waren es drei. Ebenfalls ab Nummer 10421 wurden über den zwei grossen Führerstandsfenstern kleine Sonnenblenden angeordnet. Die Fahrmotoren waren durch Trennwände vom restlichen Maschinenraum abgetrennt. Zugänglich waren sie durch Türen im rechten Seitengang. Der Dachaufbau über den Motoren beinhaltete ohmschen Fahrmotorshunts und die Überschaltdrosselspule. Bei der Lokomotive 10401 war auch die Blitzschutzspule in diesem Aufbau angeordnet. Die Kühlluft für die Fahrmotoren wurde mit einem Ventilator aus dem Maschinenraum angesaugt. Nach Kühlung der bestrichenen Apparate verliess sie die Lokomotive durch die seitlichen Jalousien des Dachaufbaus.

#### Bremsanlage
Die automatische, einlösige Westinghouse-Bremse und die Regulierbremse wirkten beidseitig auf jedes der drei Triebräder und einseitig auf die Räder des Laufdrehgestells. Die Bisselachse war ungebremst.

#### Sandstreueinrichtung
Die druckluftbetriebene Sandstreueinrichtung konnte einfach gehalten werden, da die drei Triebachsen durch Kuppelstangen verbunden waren und deshalb, anders als beim Einzelachsantrieb, eine einzelne Achse alleine nicht schleudern konnte. Deshalb wurde nur die jeweils vorauslaufende Triebachse gesandet.

### Der elektrische Teil

#### Hauptstromkreis
Auf dem Dach der Lokomotive befanden sich die zwei von den Führerständen pneumatisch betätigten Stromabnehmer. Von diesen wurde der Fahrleitungsstrom dem Ölhauptschalter zugeführt. Dieser befand sich bei den Nummern 10401–10413 in einem rechteckigen Gehäuse und war elektropneumatisch betätigt. Bei den Nummern 10414–10460 wurde ein elektromotorisch angetriebener Ölhauptschalter in einem runden Gehäuse eingebaut, der ab diesem Zeitpunkt als Normalapparat bei allen SBB-Lokomotiven eingebaut wurde. Bei den Lokomotiven 10401–10413 konnte der Hauptschalter notfalls auch von Hand mit einem Steckschlüssel am Schalter selbst eingeschaltet werden. Bei den restlichen Lokomotiven erfolgte dies von den Führerständen aus. Für die Notauslösung des Hauptschalters war in jedem Führerstand in unmittelbarer Reichweite des Lokomotivführers ein Hebel vorhanden.
Vom Hauptschalter gelangte der Strom zum Transformator. Dieser befand sich über der ersten Triebachse und dem Drehgestell im Lokomotivkasten. Niederspannungsseitig besass er zwei Wicklungshälften mit je acht Anzapfungen zur Stromversorgung der Fahrmotoren. Die Spannungen an diesen Anzapfungen lagen beiden den Nummern 10401–10420 zwischen 134 V und 536 V, bei den restlichen Lokomotiven zwischen 99 V und 545 V. An einer Wicklungshälfte waren bei allen Lokomotiven überdies Anzapfungen für 220 V für die Hilfsbetriebe. Diese Wicklungshälfte hatte dazu noch eine Zusatzwicklung für Zugheizung mit 800 V und 1’000 V (bei den Nummern 10401–10420 ursprünglich auch für 600 V).
Die Leistung des Transformators der Nummern 10401–10420 erwies sich für die thermisch reichlich dimensionierten Fahrmotoren als etwas zu schwach. Deshalb wurde bei den folgenden Lokomotiven ein leistungsfähiger, aber gleichzeitig auch leichterer Transformator eingebaut. Deshalb waren die Lokomotiven 10421–10460 mit einem Dienstgewicht von 96,7 t auch etwas leichter als die Vormodelle mit 98,5 t.
Ein weiterer Nachteil bei den Transformatoren der ersten 20 Maschinen war die grobe Abstufung der ersten Fahrstufen. Das Anfahren war deshalb sehr ruppig und manchmal auch schwierig bis unmöglich.

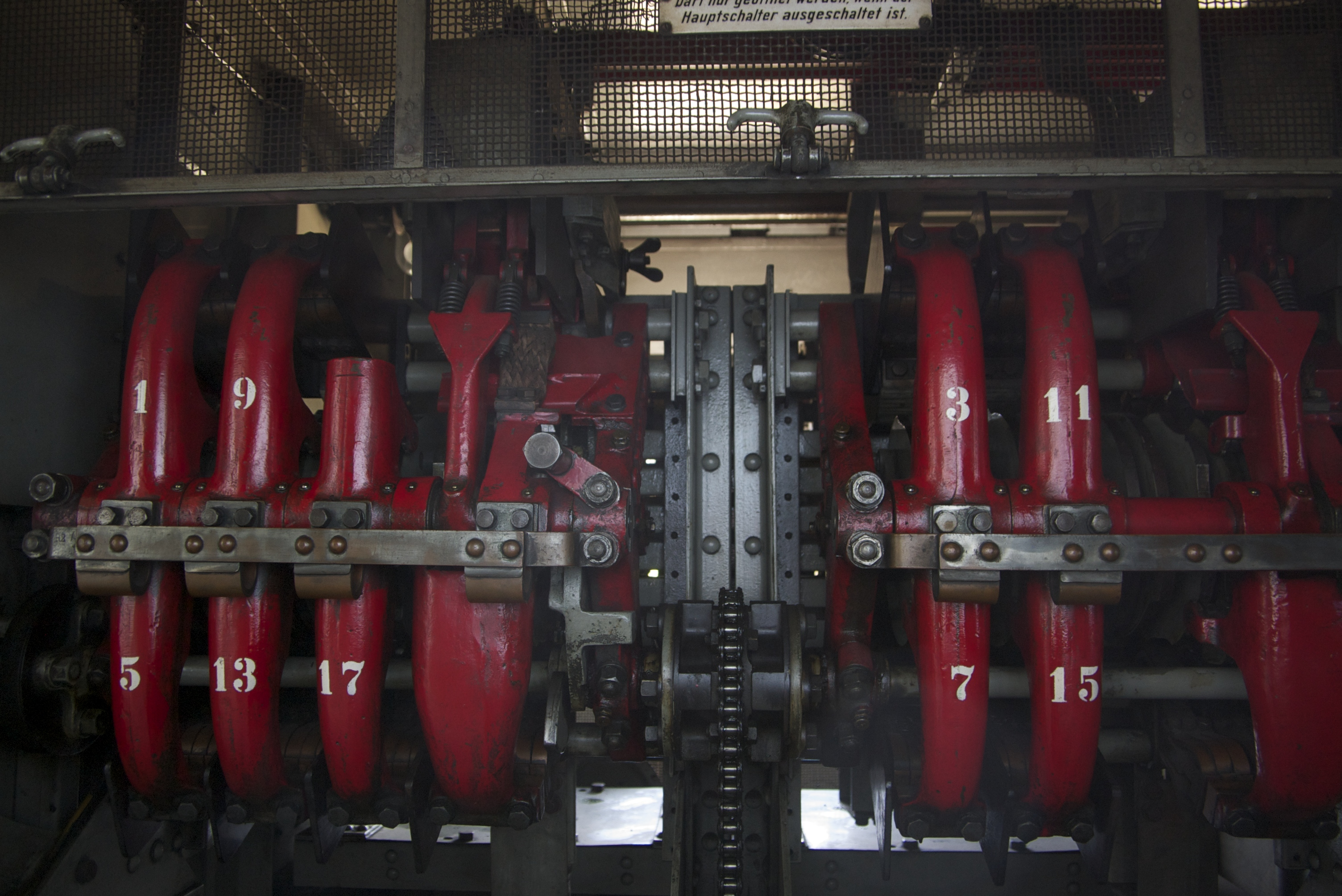
Stufenschalter der Ae 3/6^{II}.

Für die Regulierung der Spannung waren zwei Stufenschalter vorhanden. Dies waren vor dem Transformator in Längsrichtung angeordnet und vom Führerstand I aus zugänglich. Die Stufenschalter waren als nockengesteuerte Hebelwerke mit Funkenlösch-Schaltern und Überschalt-Drosselspulen gebaut. Sie waren elektromotorisch angetrieben und konnten insgesamt 17 Fahrstufen schalten. Im Falle einer Störung konnten die Stufen mittels eines aufsteckbaren Handrades von beiden Führerständen aus geschaltet werden.
Bei der Stufenschalterkonstruktion handelte es sich übrigens um die Gleiche, die schon für die Ce 6/8II. Die gleiche Schaltung wurde später auch für die Ce 6/8III wieder verwendet.
Die Fahrmotoren wogen etwa 10 t und hatten einen Durchmesser von 1'800 mm. Sie waren die grössten je für die SBB gebauten Motoren. Sie waren dauernd in Serie geschaltet. Fiel ein Motor aus, konnte am zugehörigen Wendeschalter das Trennmesser entfernt und zwischen den Motoren eingelegt werden. In gleicher Weise wurde verfahren, wenn ein Stufenschalter oder Wendeschalter ausfiel. Es konnte dann, wenn möglich, mit halber Leistung weitergefahren werden.
Die Betätigung der Wendeschalter erfolgte mechanisch von den Führerständen aus. Abweichend davon hatte die Nummer 10401 elektropneumatische Wendeschalter, die auch nach dem Ausbau der Rekuperationsbremse beibehalten wurden.

#### Hilfsbetriebe
Auf der Lokomotive befanden sich die nachfolgend beschriebenen, mit 220 V betriebenen Hilfsbetriebe:
- ein Kompressor hinter dem Führerstand II (10401–10435: Rotations-, 10436–10460: Kolbenkompressor)
- ein Ventilator für die Kühlung der Fahrmotoren, direkt mit ihnen zusammengebaut
- eine Ölpumpe mit Ölkühler hinter dem Führerstand II
- Umformergruppe für die Batterieladung über die Ölpumpe
- Führerstandsheizung und Ölwärmeplatte

#### Elektrische Bremse
Die Ae 3/6II 10401 besass eine Rekuperationsbremse. Sie war damit bis zu deren Stilllegung und der weitgehenden Normalisierung der Ausrüstung im Jahr 1928 ein Einzelgänger.

#### Vielfachsteuerung
Die Ae 3/6II besassen nie eine Vielfachsteuerung.

## Wesentliche Umbauten
Die Ae 3/6II waren vor grösseren Umbauten verschont. Die wesentlichen Änderungen waren:
- Erhöhung der Höchstgeschwindigkeit von 90 km/h auf 100 km/h im Jahre 1929
- Versuche mit fett- statt ölgeschmierten Stangenlagern in verschiedenen Varianten ab 1957 bei den Nummern 10406, 10407, 10415 und 10439. Die Variante auf der 10406 mit sogenannten schwimmenden Büchsen aus Tokat-Bronze mit Stahlseele war dabei die Beste und wurde ab 1960 eingebaut.
- Nach Versuchen mit geteilten Bremsklötzem und Bremsgestängestellern ab 1961 auf der Lokomotive 10449 wurde diese Anordnung bei den meisten Lokomotiven noch eingebaut.

## Betriebseinsatz

Lokomotive 10401 auf dem Typenblatt der SLM

Mit der Ae 3/6II 10401 wurden nach der vorzeitigen Indienststellung am 19. Januar 1923 sofort intensive Probefahrten durchgeführt. Dass der Transformator etwas schwach war, stellte sich dabei sehr bald heraus. Ansonsten gab es aber keine Probleme mit der Erfüllung des Pflichtenheftes.
Ab April 1924 begann dann die Ablieferung der Serie. Diese erstreckte sich bis zum Juni 1926. Die Depotzuteilung ab Fabrik war dabei wie in der nachfolgenden Tabelle gezeigt:
| Nummern     | Depots |
| ----------- | ------ |
| 10401–10404 | Zürich |
| 10405–10413 | Olten  |
| 10414–10438 | Basel  |
| 10439–10449 | Olten  |
| 10450–10460 | Luzern |

Die Anzahl der gelieferten Lokomotiven überstieg dabei den Bedarf. Die im Sommer 1925 abgelieferten Nummern 10433–10438 wurden im SBB-Kreis II als „überzählig“ erklärt. Mit Fortschritt der Elektrifizierung in den 1920er Jahren war der Bedarf aber durchaus gegeben und die Lokomotiven wechselten in der Folge die Depotzuteilung und die Einsätze häufig.
Am 1. Juni 1924 bestanden für die neu abgelieferten Lokomotiven drei Dienste im Depot Olten und deren fünf im Depot Basel. Diese Dienste deckten die Führung von durchgehenden Güterzügen ab. Daneben wurde mit ihnen der gesamte Zugverkehr Basel – Luzern mit einer durchschnittlichen Tagesleistung von 330 km abgewickelt.
Im Juni 1926 bestand folgende Zuteilung:
| Nummern     | Depots     |
| ----------- | ---------- |
| 10401–10406 | Winterthur |
| 10407       | Zürich     |
| 10408–10410 | Olten      |
| 10411–10413 | Zürich     |
| 10414–10438 | Basel      |
| 10439–10449 | Olten      |
| 10450–10460 | Luzern     |

Im Jahr 1927 wurden die ersten Ae 4/7 abgeliefert. Diese übernahmen in Basel und im Kreis III die schwersten Leistungen. Der Einsatz der Ae 3/6II verschob sich deshalb mehr in die Ostschweiz (Kreis III). Im Sommer 1928 ergab sich folgende Verteilung:
| Nummern     | Depots     |
| ----------- | ---------- |
| 10401–10405 | St. Gallen |
| 10406–10409 | Rorschach  |
| 10410–10412 | Zürich     |
| 10413–10416 | Romanshorn |
| 10417–10424 | Olten      |
| 10425–10434 | Basel      |
| 10435       | Bellinzona |
| 10436–10446 | Olten      |
| 10447       | Bellinzona |
| 10448–10449 | Olten      |
| 10450–10460 | Luzern     |

Interessant ist dabei die Einteilung der Lokomotiven in einmännige und zweimännige Besetzung der Führenstände:
| Depot      | Anzahl Lokomotiven | Dienste einmännig | Dienste zweimännig | Mittlere täg- liche Leistung |
| ---------- | ------------------ | ----------------- | ------------------ | ---------------------------- |
| Basel      | 10                 | 6                 | 1                  | 286 km                       |
| Olten      | 21                 | 10                | 10                 | 243 km                       |
| Luzern     | 11                 | —                 | 7                  | 250 km                       |
| Bellinzona | 2                  | 2                 | —                  | 274 km                       |
| Zürich     | 3                  |                   |                    | mit Ae 3/6I                  |
| St. Gallen | 5                  | —                 | 5                  | 216 km                       |
| Rorschach  | 4                  | —                 | 4                  | 241 km                       |
| Romanshorn | 4                  | —                 | 4                  | 246 km                       |

Bei den einmännigen Touren des Depots Basel handelte es sich vor allem um die Führung von Güter- und Personenzügen nach Olten, Luzern und Zürich.

Die zweimännigen Touren umfassten drei Schnellzüge und einen Personenzug zwischen Basel und Luzern mit einer Tagesleistung von 382 km.
Von Olten aus führten die einmännigen Touren nach Biel, Bern, Basel und Zürich. Sie umfassten alle Arten von Zügen, auch ein Schnellzug Zürich – Bern. Die zweimännigen Touren umfassten Leistung nach Biel, Thun, Basel, Luzern und Zürich. Sie führten jede Art von Zügen.
Drei zweimännig besetzte Lokomotiven waren dem Nebendepot Goldau zugeteilt. Sie besorgten den lokalen Güterverkehr im Freiamt. Daneben führten sie je ein Zugpaar Aarau – Olten, Goldau – Zug und Goldau – Erstfeld.
Interessant war die Zuteilung von zwei Ae 3/6II an das Depot Bellinzona. Eine Tour umfasste die Personenzüge 553 Bellinzona – Luzern, 552 Chiasso und 2573 Bellinzona. Die Tagesleistung betrug 450 km. Die zweite Lokomotive führte von Chiasso aus das Güterzugpaar 5543/5548 nach Lugano. In Lugano musste sie ausgiebigen Rangierdienst übernehmen. Vorher wurde bis 1926 diese Leistung durch eine Reservedampflokomotive durchgeführt. Ab 1929 übernahm ein SBB De 6/6 diese Leistung. Die andere Leistung wurde im Mai 1929 von einer Be 4/6 übernommen.
Die Ae 3/6II des Depots Zürich wurden im Tausch mit den Ae 3/6I eingesetzt. Die anderen Einsatzpläne des Kreises III waren wie folgt:
St. Gallen:
Personen- und Güterzüge nach Zürich und Rorschach.
Rorschach:
Schnell-, Personen- und Güterzüge bis Zürich und Romanshorn. Dazu gehörten auch die Schnellzüge 26/25 nach Zürich und zurück. Im Weiteren wurde der Schnellzug 10 von St. Gallen nach Zürich geführt, wo er von einer Ae 3/6II des Depots Zürich weiter nach Westen übernommen wurde.
Romanshorn:
Schnell-, Personen- und Güterzüge bis Zürich.
Im Laufe der 1930er Jahre wurden die Lokomotiven mehr und mehr konzentriert. Die Lokomotiven 10451–10460 wurden von Depot Luzern in den Kreis III dauerhaft verschoben. Die Nummern 10451–10455 kamen nach Rapperswil SG. Die Nummern 10456–10458 wurden nach Romanshorn versetzt. 10459–10460 schlussendlich landeten in Zürich.
Im Sommer 1939 war die Depotzuteilung wie nachfolgend aufgelistet:
| Nummern     | Depots |
| ----------- | ------ |
| 10401–10413 | Olten  |
| 10414–10429 | Luzern |
| 10430–10438 | Basel  |
| 10439–10447 | Olten  |
| 10448–10460 | Zürich |

Die Lokomotiven des Depots Olten waren in elf Diensten mit der Führung von Personen- und Güterzügen bis Biel, Bern, Basel, Luzern und Zürich betraut. Vom Oltner Nebendepot Aarau wurden fünf Umläufe, vor allem mit Personenzügen, nach Olten, Goldau und Zürich geführt. Die Ae 3/6II des Depots Luzern fuhren in neun Plandiensten Personenzüge nach Olten, Zürich und Goldau sowie Schnellzüge über Langnau nach Bern. Von 1937 bis 1945 bestand ein zweitägiger Umlauf in das Tessin. Dies begann am ersten Tag mit der Führung eines Personenzuges Luzern – Chiasso. Darauf folgte die Führung von diversen Personen- und Güterzüge nach Bellinzona und Lugano. Am zweiten Tag erfolgte die Rückfahrt nach Luzern mit einem Personenzug Chiasso – Luzern.
Die Basler Lokomotiven führten Personen- und Güterzüge nach Luzern, Bern über den Bözberg und auch nach Delsberg.
Die Zürcher Maschinen waren auf dem ganzen Kreis III vertreten.
Die Momentaufnahme im Sommer 1949 zeigte folgende Depotzuteilung:
| Nummern     | Depots |
| ----------- | ------ |
| 10401–10421 | Olten  |
| 10422–10429 | Luzern |
| 10430–10439 | Basel  |
| 10440–10447 | Olten  |
| 10448–10460 | Zürich |

Interessant war dabei ein Dienst des Depots Luzern von 1947 bis 1949. Dieser enthielt einen Vorspanndienst an den Schnellzügen 56 Luzern – Lugano und 65 Lugano – Luzern. Eingesetzt als Zuglokomotive war dabei eine Ae 4/6. Die Anhängelast war schon gemäss Zugbildungsplan überschritten, was einen Vorspann auf den 26 ‰ zwingend erforderte. 1950 gab es noch einen Vorspanndienst vor Zug 64 Luzern – Göschenen und Rückleitung als Vorspann vor Zug 64 nach Luzern.
Im Sommer 1957 bestand ein sehr grosser Mangel an elektrischen Triebfahrzeugen. Speziell die Ae 3/6II des Kreises II kamen dabei zu vergleichsweise grossen täglichen Laufleistungen:
- Basel: zehn Dienste mit Personen- und Güterzügen nach Delémont (Delsberg), Biel, Luzern und Zürich. Dazu kam die Führung von Zügen jeglicher Art von Basel SBB-Bahnhof nach Basel Badischer Bahnhof. Die Ae 3/6II mussten vielfach wegen Triebfahrzeugmangels auch bei SBB Ae 4/7-Diensten vor Schnellzügen aushelfen. Die mittlere Tagesleistung der Basler Lokomotiven betrug 308 km.
- Olten: Die dem Depot Olten zugeteilten Lokomotiven führten Personen- und Güterzüge nach Basel, Biel, Bern und Zürich. Die mittlere Tagesleistung betrug dabei 335 km.
Die ab dem Nebendepot Aarau eingesetzten Lokomotiven waren mit 14 Diensten zur Führung der gleichen Zuggattungen nach Biel, Bern Zürich, Goldau, Zug und Herzogenbuchsee – Lyss eingeteilt. Sie kamen auf eine mittlere Tagesleistung von 324 km.
- Luzern: Hier waren fünf Dienste angesetzt, die mit Personen- und Güterzügen nach Zürich, Olten, Bern und Göschenen führten. Die mittlere Tagesleistung betrug hier 348 km.

1960 zeigte sich die Aufteilung des immer noch kompletten Bestandes wie folgt:
| Nummern     | Depots     |
| ----------- | ---------- |
| 10401–10443 | Olten      |
| 10444–10460 | Winterthur |

Das EXPO 64-Jahr (Schweizerische Landesausstellung) war das letzte mit vollständigem Bestand an Ae 3/6II. Sie waren wie folgt eingeteilt:
- Olten: 34 Dienste mit Personen- und Güterzügen sowie Schnellzug 411 Goldau – Luzern. Bedient wurden die Strecken über Brugg nach Zürich, Basel – Delémont – Moutier, Biel, Bern, Luzern – Zug – Zürich, Winterthur – Wil, Koblenz und Schaffhausen. Die mittlere Tagesleistung betrug 355 km.
- Winterthur: 15 Dienste im Personen- und Güterzugdienst im ganzen Kreis III wie auch nach Basel und Wohlen. Die mittlere Tagesleistung war mit 280 km wesentlich geringer.

Als erste Lokomotive des Typs wurde im Januar 1965 die Ae 3/6II 10415 ausrangiert. Am 8. August 1961 war sie nach einer Flankenfahrt mit einer Ae 4/7 in Lengnau den Bahndamm heruntergestürzt. Sie konnte mit den vorhandenen Hilfsmitteln zwar aufgestellt, aber nicht aufs Gleis zurückgehoben werden und wurde deshalb komplett in Einzelteile zerlegt. Diese gelangten in die Hauptwerkstätte Yverdon, wo sie gerichtet und wieder zusammengebaut wurden. In der Folge wurde sie zwar wieder eingesetzt, blieb aber ein Sorgenkind, weil sie insbesondere zum heisslaufen neigte. Als sie Ende 1964 wieder einmal zur Reparatur nach Yverdon gebracht worden war, wurde sie abgebrochen.
Im August 1965 folgte die 10436 (nach einem Zusammenstoss in Gisikon), 1966 wurden die 10403, 10405 und 10416 abgebrochen. Aber auch Anfang der siebziger Jahre führten die Lokomotiven im Falle von Doppelführungen sogar noch Schnellzüge oder auch Extrazüge. Im Sommer 1973 gab es im Depot Olten noch 14 Dienste mit einer mittleren Tagesleistung von 253 km. Mit der Führung von Personen- und Güterzügen kamen sie immer noch bis Zürich, Basel, Luzern, Erstfeld, Biel und Bern.
Ab 1974 wurden die Ae 3/6II des Depots Olten mehr und mehr durch Ae 3/6I ersetzt. Die Nummer 10453 wurde im Januar 1977 als letzte ausrangiert. Einige Lokomotiven dienten noch längere Zeit als Vorheizanlagen für Reisezugwagen. Unfälle mit Katastrophencharakter sind bei den Ae 3/6II nicht zu verzeichnen.
Die Lokomotive 10452 wurde weitgehend in ihren Ursprungszustand (inklusive braunem Anstrich) zurückversetzt und bleibt so der Nachwelt als betriebsfähige Lokomotive erhalten. Weil zuerst zugunsten der Erhaltung von 10439 entschieden worden war, diese sich aber in schlechtem Zustand befand, wurde 10452 zu 10439" umnummeriert. Um Stillstandsschäden zu vermeiden, wird sie von Zeit zu Zeit mit leichten Aufgaben auf die Strecke geschickt. Ansonsten steht sie für Sonderfahrten zur Verfügung.

## Fazit
Die Lokomotive war in ihrer Konstruktion zwar robust, aber mit dem Stangenantrieb nicht mehr auf dem aktuellen Stand der Entwicklung, was darauf zurückzuführen war, dass die MFO, anders als ihre Konkurrenten BBC und SAAS, über keinen erprobten Einzelachsantrieb verfügte.
Die Lokomotive war dank ihrer hochliegenden Fahrmotoren im Winterbetrieb wesentlich unempfindlicher als ihre Schwestern Ae 3/6I, Ae 3/5 und Ae 3/6III. Der Instandhaltungsaufwand war aber, insbesondere wegen des Stangenantriebs, wesentlich höher.